# Viagem ao Princípio do Mundo
Viagem ao Princípio do Mundo é um longa-metragem luso-francês de ficção realizado por Manoel de Oliveira em 1996 e distribuído em 1997.
Foi o último trabalho de Marcello Mastroianni, morto logo após as filmagens.

## Enredo
O filme gira em torno de um realizador (Marcello Mastroianni), “duplo” de Manoel de Oliveira, numa autobiografia da obra do cineasta português. É um reencontro com as raízes (em duplo sentido literal e metafórico), onde uma velha camponesa (Isabel de Castro) é incapaz de entender a língua francesa falada pelo seu neto criado em França.

## Elenco
- Marcello Mastroianni - Manoel
- Jean-Yves Gautier - Afonso
- Leonor Silveira - Judite
- Diogo Dória - Duarte
- Isabel de Castro - Maria Afonso
- Cécile Sanz de Alba - Christina
- José Pinto - José Afonso
- Adelaide Teixeira - Senhora
- Isabel Ruth - Olga
- Manoel de Oliveira - Condutor
- José Maria Vaz da Silva - Assistente
- Fernando Bento - Homem 1
- Mário Moutinho - Homem 2
- Jorge Mota - Homem 3
- Sara Alves - Menina

## Prémios
Festival de Cannes
| Ano  | Prémio                                                                           | Resultado |
| ---- | -------------------------------------------------------------------------------- | --------- |
| 1997 | FIPRESCI Prize (Prémio da crítica FIPRESCI)                                      | Vencedor  |
| 1997 | Prize of the Ecumenical Jury - Special Mention (Prémio da crítica internacional) | Vencedor  |

Chicago International Film Festival
| Ano  | Prémio    | Categoria    | Resultado |
| ---- | --------- | ------------ | --------- |
| 1997 | Gold Hugo | Melhor Filme | Nomeado   |

European Film Awards
| Ano  | Prémio         | Resultado |
| ---- | -------------- | --------- |
| 1997 | FIPRESCI Prize | Vencedor  |

Globos de Ouro
| Ano  | Categoria         | Resultado |
| ---- | ----------------- | --------- |
| 1997 | Melhor Realizador | Vencedor  |

Haifa International Film Festival
| Ano  | Prémio              | Resultado |
| ---- | ------------------- | --------- |
| 1997 | Golden Anchor Award | Vencedor  |

Tokyo International Film Festival
| Ano  | Prémio                    | Resultado |
| ---- | ------------------------- | --------- |
| 1997 | Special Achievement Award | Vencedor  |